# フォボス1号
フォボス1号（ロシア語: Фобос-1）は1988年にソビエト連邦によって打ち上げられた火星探査機。火星とその衛星フォボスの探査を予定したが、火星へ向かう途中で交信が途絶え失敗に終わった。同型機としてフォボス2号がある。

## 概要
フォボス1号はフォボス計画で製造された2機の同型の探査機の1つである。1988年7月7日にバイコヌール宇宙基地からプロトンロケットで打ち上げられ、火星へ向かう軌道に乗った。
打ち上げ後、地上とフォボス1号との間では定期的な通信を行っていた。しかし1988年9月2日の地上からの呼びかけに探査機は反応せず、その後交信を回復できないまま計画は失敗した。
調査の結果、8月29日から8月30日にかけて探査機にアップロードされたソフトウェアに問題があったことが判明した。このソフトウェアには探査機の姿勢制御スラスターを停止させるという致命的なエラーが含まれていた。その結果、探査機は太陽電池パネルを太陽に向けられなくなり、バッテリを使い果たしてしまったと考えられている。

## 失敗の原因
フォボス1号の失敗が明らかになった後、なぜ致命的なコードが実行されてしまったのか調査が行われた。
失敗の原因となった「姿勢制御を停止させる」という指示は、地上試験でルーチン的に使われていたテスト用コードで、本来なら打上げ前にPROM (programmable read-only memory) から外しておくべきものだった。しかし、実際には外されていなかった。その理由は、打上げまでのスケジュールが厳しかったため、PROM内のコードをクリアする専用装置を使う余裕がなかったことである。代わりに、このコマンドシーケンスを安全な状態にロックして打ち上げることになった。しかし、飛行中にアップロードされた（ガンマ線分光計を起動させる）コマンドシーケンスに1文字のエラー（抜け）があり、これが不運なことにテスト用のプログラムを走らせるコードになってしまった。コードに従って姿勢制御を停止した探査機は無秩序な回転を始め、2日後の次の交信機会まで誰もこの異常に気づかなかったため、喪失に至ってしまった。